# تادامیتسو کیشیموتو
تادامیتسو کیشیموتو (انگلیسی: Tadamitsu Kishimoto؛ زادهٔ ۷ مهٔ ۱۹۳۹ (age 76)) دانشمند در زمینه اهل ژاپن است.
وی همچنین برندهٔ جوایزی همچون جایزه ژاپن و جایزه کرافورد شده‌است.